# Mangora oaxaca
Mangora oaxaca là một loài nhện trong họ Araneidae.
Loài này thuộc chi Mangora. Mangora oaxaca được Herbert Walter Levi miêu tả năm 2005.